# Palacio de Justicia del Condado de Monroe
El Palacio de Justicia del Condado de Monroe en Sparta, Wisconsin es un palacio de justicia histórico construido en 1895, diseñado por el arquitecto Mifflin E. Bell. Fue incluido en el Registro Nacional de Lugares Históricos en 1982.
Es de estilo románico richardsoniano.
Es un edificio de piedra arenisca roja de tres pisos con un ático de techo a cuatro aguas.